# Cygnus Air
Cygnus Air (Corporación Ygnus Air) é uma companhia aérea de carga com sede em Madrid, Espanha. É uma companhia aérea privada que opera voos regulares para destinos principalmente na Europa. Sua base principal é o Aeroporto Internacional de Madrid Barajas. Fundada em 1994 como Regional Líneas Aéreas, passou por uma série de mudanças de nome ao longo de sua história.

## História
A companhia aérea foi fundada pela Regional Airlines (França) com o grupo espanhol Gestair como 'Regional Líneas Aéreas' em 1994. A companhia aérea operava voos regulares de passageiros de Madrid com uma frota de Saab 340.

### Cygnus Air (1998–2007)
Em janeiro de 1998, a Regional foi renomeada para Cygnus Air e em novembro a companhia aérea passou a operar com carga total. Sua frota consistia então em duas aeronaves Douglas DC-862F. Em julho de 2002, um DC8-73F foi implementado. Naquela época, a companhia aérea era propriedade 60% da Macholfam International, filial do grupo Gestair, e 40% da Imesapi do grupo ACS.

### Gestair Cargo (2007–2013)
Em maio de 2007, como parte de uma nova política do Grupo Gestair, a companhia aérea começou a usar o Gestair Cargo como DBA. Naquela época, o principal cliente da Gestair Cargo era a Iberia Airlines.
A Gestair Cargo expandiu e modernizou sua frota em 2011, adicionando um Boeing 767-300F em janeiro e outro Boeing 767-300F em março. Até março de 2010, após aumento de capital, 73% da empresa pertenciam à Imesapi e 27% ao grupo Gestair.

### Cygnus Air (2013 -)
Cygnus Air pertence ao grupo ACS. A companhia aérea opera voos regulares de carga na Europa e nas Ilhas Canárias com seu B757. A Cygnus Air também oferece aos seus clientes voos charter e soluções ad-hoc.

## Frota

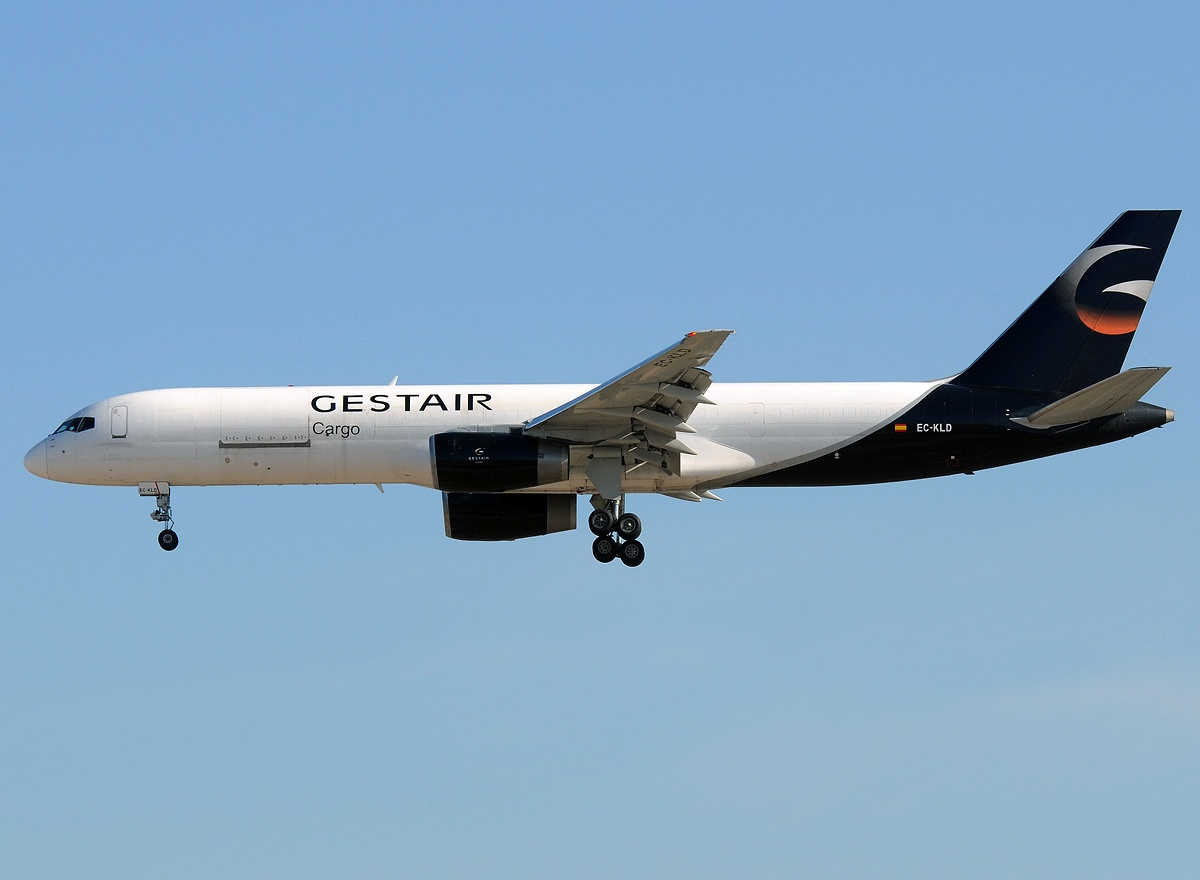
Um Boeing 757 nas cores da Gestair

A frota da Cygnus Air compreende as seguintes aeronaves (Dezembro de 2019):
| Aeronaves         | Total | Notas |
| ----------------- | ----- | ----- |
| Boeing 757-200PCF | 4     |       |